# منظمة حكومية دولية
المنظمة الحكومية الدولية (بالإنجليزية: Intergovernmental Organization)‏ أو (بالإنجليزية: International Governmental Organization)‏ هي هيئة دائمة مكونة من دول ذات سيادة (يطلق عليها اسم الدول الأعضاء) يجمعهم هدف مشترك مبين في دستورها أو ما يطلق عليه الميثاق 
. غالباً ما يطلق على المنظمات الحكومية الدولية اسم المنظمات الدولية على الرغم من أن هذا المصطلح قد يتضمن منظمات دولية غير حكومية كالمنظمات غير الربحية والشركات متعددة الجنسيات.